# Эдельштейн, Генрих Моисеевич
Генрих Моисеевич Эдельштейн (1911—1988) — советский скрипач и музыкальный педагог, основатель донецкой скрипичной школы.

## Биография
Родился в 1911 году в Юзовке (теперь Донецк). Учился музыке в Киевской консерватории у профессора Давида Соломоновича Бертье.
В начале 1930-х начал формировать скрипичную школу Донбасса. Эдельштейн вместе с дирижёром Натаном Рахлиным стоял у истоков создания первого в Донбассе симфонического оркестра. Занял место первого скрипача — концертмейстера в симфоническом оркестре при областном радио. В течение тридцати лет был бессменным первым концертмейстером симфонического оркестра. Также выступал как солист и как участник камерных ансамблей.
С началом Великой Отечественной войны в 1941 году собрал и возглавил концертную бригаду, которая ездила с концертами на фронт. После войны стал главным концертмейстером восстановленной Донецкой филармонии и её симфонического оркестра. Одновременно с работой в филармонии преподавал в Сталинском музыкальном училище, первой музыкальной школе, преподавал по классу скрипки в музыкальном пединституте (теперь — Донецкая государственная музыкальная академия им. С. С. Прокофьева). Школу Эдельштейна представлют более семидесяти музыкантов, которые работают в разных странах.
Был женат на Анне Израилевне Юфит.

## Память
30 ноября 2011 года в честь столетия со дня рождения Эдельштейна в Донецке в доме на бульваре Пушкина, где музыкант жил последние двадцать лет жизни была установлена мемориальная доска.

## Награды
- Медаль «За трудовое отличие» (24 ноября 1960 года) — за выдающиеся заслуги в развитии советской литературы и искусства и в связи с декадой украинской литературы и искусства в гор. Москве[4].